# Buenos Aires (Colombia)
Buenos Aires è un comune della Colombia facente parte del dipartimento di Cauca.
Il centro abitato venne fondato da Francisco Javier Villamarín nel 1823.